# Rio Adams
O Rio Adams encontra-se na Ilha do Sul da Nova Zelândia. A nascente situa-se a oeste das Alpes do Sul ("Southern Alp").  Vai desaguar no Rio Wanganui.